# Christian Petzold
|  | Per a altres significats, vegeu «Christian Petzold (compositor)». |

Christian Petzold (Hilden, Rin del Nord-Westfàlia, 14 de setembre de 1960) és un guionista i director de cinema alemany.
Nascut i criat a Hilden Haan, després de graduar-se en 1979, va dur a terme el servei social obligatori a un petit club de cinema de l'Associació Cristiana de Joves (YMCA) local, a on es projectaven pel·lícules per adolescents amb problemes. El 1981 es va traslladar a Berlín, on va estudiar teatre i filologia alemanya a la Universitat Lliure de Berlín. Des de 1988 fins a 1994 va completar la seva educació a l'escola de cinema de Berlin Deutsche Film-und Fernsehakademie (DFFB).
La seva primera pel·lícula va ser Pilotinnen, que dirigí per la seva graduació el 1995. El 2005 presentà Gespensterm al Festival Internacional de Cinema de Berlín, i al de 2007 Yella. Christian Petzold escriu els seus propis guions, sovint col·laborant amb Harun Farocki que va ser el seu mestre a la DFFB, i ha tingut una gran influència en ell, així com Angela Schanelec i Thomas Arslan. Per aquest motiu Christian Petzold és considerat dins de l'anomenada Escola de Berlín.
No obstant això, mentre que aquest grup s'associa sovint amb un retorn al realisme i el cinema polític, la seva primera pel·lícula per cinema Die innere Sicherheit tracta els conflictes entre la vida i la mort a través de les situacions laborals. A Gespenster el protagonista porta una vida similar a la d'un fantasma. A Yella, el protagonista és, probablement, ja mort al principi de la pel·lícula. Aquestes tres pel·lícules van ser agrupades en la trilogia Gespenster.
La pel·lícula del 2008 Jerichow va ser la seva quarta col·laboració amb Nina Hoss després de Toter Mann, Wolfsburg i Yella. Aquesta darrera explica la història d'un soldat que va tornar de l'Afganistan en Prignitz, i està involucrat en una relació amb una dona casada. La pel·lícula va ser nominada al 65è Festival Internacional de Cinema de Venècia el 2008 i, el 2009, Petzold va ser nominat a millor director al premi Deutscher Film Awards.
El 2012 va rebre a la Berlinale l'Os de Plata a la millor direcció pel seu film Barbara que també va ser seleccionat com a candidat oficial d'Alemanya per la nominació a l'Oscar en la categoria de millor pel·lícula de parla no anglesa. No obstant això, la pel·lícula no va rebre una nominació.

## Filmografia
Pel·lícules per a televisió
- 1995: Pilotinnen (amb Eleonore Weisgerber, Nadeshda Brennicke, Udo Schenk, Annedore von Donop, Barbara Frey)
- 1996: Cuba Libre (amb Richy Müller, Marquard Bohm, Eleonore Weisgerber)
- 1998: Die Beischlafdiebin (amb Constanze Engelbrecht, Richy Müller, Wolfram Berger)
- 2002: Toter Mann (guió Jean-Baptiste Filleau, amb Nina Hoss, André Hennicke, Sven Pippig, Kathrin Angerer)
- 2011: Dreileben – Etwas Besseres als den Tod (part de la trilogia Dreileben, feta amb col·laboració de Dominik Graf i Christoph Hochhäusler)
- 2015: Polizeiruf 110: Kreise
- 2016: Polizeiruf 110: Wölfe
- 2018: Polizeiruf 110: Tatorte

Pel·lícules per a cinema
- 2000: Die innere Sicherheit (guió de Harun Farocki, amb Julia Hummer, Richy Müller, Barbara Auer, Katharina Schüttler)
- 2003: Wolfsburg (amb Benno Fürmann, Nina Hoss, Astrid Meyerfeldt)
- 2005: Gespenster (guió de Harun Farocki, amb Julia Hummer, Sabine Timoteo, Benno Fürmann)
- 2007: Yella (guió de Simone Baer, amb Nina Hoss)
- 2008: Jerichow (amb Nina Hoss, Hilmi Sözer i Benno Fürmann)
- 2012: Barbara
- 2014: Phoenix
- 2018: Transit
- 2020: Undine
- 2023: Roter Himmel

## Premis i nominacions
Premis
- 1996: Festival Max Ophüls, premi llargmetratge per Cuba Libre
- 2001: Verband der deutschen Filmkritik (Associació alemanya de crítics de cinema) premi a la millor pel·lícula d'acció per Die innere Sicherheit
- 2001: Deutscher Filmpreis (premis del cinema alemany) per Die innere Sicherheit
- 2002: Festival de cinema de Baden Baden (Fernsehfilmpreis der Deutschen Akademie der Darstellenden Künste) per Toter Mann
- 2002: Academia de les Arts, Berlin, Premi de televisió per Toter Mann
- 2003: Premi Adolf Grimme per Toter Mann
- 2003: premi FIPRESCI per Wolfsburg
- 2005: Premi Adolf Grimme per Wolfsburg
- 2005: Premi Findling per Gespenster
- 2006: Verband der deutschen Filmkritik, premi millor film d'acció per Gespenster
- 2008: Verband der deutschen Filmkritik, premi millor film d'acció per Yella
- 2009: Verband der deutschen Filmkritik, premi millor film d'acció per Jerichow
- 2009: Premi del Festival internacional de cinema de Hof
- 2012: Os de Plata a la millor direcció a la Berlinale per Barbara
- 2013: Premi Helmut Käutner de la ciutat de Dusseldorf

Nominacions
- 2005: Os d'Or per Gespenster
- 2007: Os d'Or per Yella
- 2008: Lleó d'Or per Jerichow
- 2012: Os d'Or per Barbara